# Кім Джон У
Кім Джон У (кор. 김정우, нар. 9 травня 1982, Сеул, Південна Корея) — південнокорейський футболіст, півзахисник клубу «БЕК Теро Сасана».
Виступав, зокрема, за клуби «Хьонде Хорані» та «Чонбук Хьонде Моторс», а також національну збірну Південної Кореї.

## Клубна кар'єра
У дорослому футболі дебютував 2003 року виступами за команду клубу «Хьонде Хорані», в якій провів два сезони, взявши участь у 75 матчах чемпіонату. Більшість часу, проведеного у складі «Хьонде Хорані», був основним гравцем команди.
Протягом 2006—2007 років захищав кольори команди клубу «Нагоя Грампус».
Своєю грою за останню команду привернув увагу представників тренерського штабу клубу «Соннам Ільхва Чхонма», до складу якого приєднався 2008 року. Відіграв за команду з міста Соннама наступні три сезони своєї ігрової кар'єри.
2010 року уклав орендний контракт з клубом «Санджу Санму», у складі якого провів наступний рік своєї кар'єри гравця.
З 2012 року два сезони захищав кольори команди клубу «Чонбук Хьонде Моторс». Тренерським штабом нового клубу також розглядався як гравець «основи».
Згодом з 2013 по 2015 рік грав в ОАЕ у складі команд клубів «Шарджа» та «Баніяс».
До складу таїландського клубу «БЕК Теро Сасана» приєднався 2016 року.

## Виступи за збірні
Протягом 2003—2004 років залучався до складу молодіжної збірної Південної Кореї. На молодіжному рівні зіграв у 40 офіційних матчах, забив 1 гол.
2003 року дебютував в офіційних матчах у складі національної збірної Південної Кореї. Провів у формі головної команди країни 71 матч, забивши 6 голів.
У складі збірної був учасником кубка Азії з футболу 2007 року, що проводився у чотирьох країнах відразу, на якому команда здобула бронзові нагороди, чемпіонату світу 2010 року у ПАР.

## Титули і досягнення
- Бронзовий призер Кубка Азії: 2007
- Бронзовий призер Азійських ігор: 2010